# Dendronephthya microspiculata
Dendronephthya microspiculata är en korallart som beskrevs av Pütter 1900. Dendronephthya microspiculata ingår i släktet Dendronephthya och familjen Nephtheidae. Inga underarter finns listade i Catalogue of Life.